# Bring Me Home: Live 2011
Lives par Sade
Lovers Live
(2002)
Albums par Sade
The Ultimate Collection
(2011)
Bring Me Home: Live 2011 est le cinquième album vidéo et le deuxième album live du groupe anglais Sade, sorti le 22 mai 2012 chez RCA Records. Le concert est filmé au Citizens Business Bank Arena à Ontario, en Californie, le 4 septembre 2011 lors de la tournée Sade Live.
Le DVD et le Blu-ray contiennent 21 chansons interprétées par le groupe, ainsi que des aperçus rares des coulisses de la scène avec un documentaire de 20 minutes, des moments exclusifs, un court documentaire technique de Stuart Matthewman, et des prises de vue de l'équipe. Le CD qui accompagne la sortie du DVD comprend 13 titres. Un coffret « de luxe » contenant à la fois l'audio et la vidéo du concert est sorti sur iTunes.
L'album est directement entré à la première place du classement américain des meilleurs clips vidéo et a été nommé dans la catégorie « meilleur clip de longue durée » aux Grammy Awards 2013.

## Liste des titres
| 1.  | Soldier of Love                   | 7:53  |
| 2.  | Your Love Is King                 | 4:57  |
| 3.  | Skin                              | 3:57  |
| 4.  | Kiss of Life                      | 5:01  |
| 5.  | Love Is Found                     | 5:18  |
| 6.  | In Another Time                   | 4:30  |
| 7.  | Smooth Operator                   | 4:30  |
| 8.  | Jezebel                           | 6:55  |
| 9.  | Bring Me Home                     | 4:11  |
| 10. | Is It a Crime                     | 8:12  |
| 11. | Love Is Stronger Than Pride       | 4:37  |
| 12. | All About Our Love                | 2:38  |
| 13. | Paradise                          | 3:55  |
| 14. | Nothing Can Come Between Us       | 2:25  |
| 15. | Morning Bird                      | 4:35  |
| 16. | King of Sorrow                    | 4:02  |
| 17. | The Sweetest Taboo                | 5:07  |
| 18. | The Moon and the Sky              | 4:35  |
| 19. | Pearls                            | 4:34  |
| 20. | No Ordinary Love                  | 5:52  |
| 21. | By Your Side                      | 10:17 |
| 22. | Cherish the Day                   | 7:17  |
| 23. | How Do You Say Thank You? (extra) | 21:01 |
| 24. | In the Trenches (extra)           | 6:22  |
| 25. | 3 Seconds (extra)                 | 2:45  |

| 1.  | Soldier of Love                      | 6:16 |
| 2.  | Skin                                 | 3:57 |
| 3.  | Kiss of Life                         | 5:04 |
| 4.  | Love Is Found                        | 4:05 |
| 5.  | In Another Time                      | 4:34 |
| 6.  | Jezebel                              | 6:57 |
| 7.  | All About Our Love                   | 2:38 |
| 8.  | Paradise/Nothing Can Come Between Us | 6:23 |
| 9.  | Morning Bird                         | 4:40 |
| 10. | The Moon and the Sky                 | 4:29 |
| 11. | No Ordinary Love                     | 5:50 |
| 12. | By Your Side                         | 4:53 |
| 13. | Cherish the Day                      | 7:32 |

## Crédits
| Crédits adaptés du livret de Bring Me Home: Live 2011. Sade - Sade Adu – chant - Stuart Matthewman – guitare, saxophone - Andrew Hale – claviers - Paul S. Denman – basse Musiciens additionnels - Leroy Osbourne – chant, guitare - Tony Momrelle – chant - Pete Lewinson – batterie - Ryan Waters – guitare - Karl Vanden Bossche – percussion | Technique - Sophie Muller – direction du film, production du film, montage - Grant Jue – production du film - Roger Davies – production du film - Mike Pela – ingénieur du mixage audio DVD - Mazen Murad – mastering - Steven Chivers – directeur de la photographie - Tom Russell – coloriste - Sade Adu – montage - Steve Rees – montage Pochette - Jeri Heiden – conception de l'emballage |

## Classements et certifications
| Classement (2012)                    | Meilleure position |
| ------------------------------------ | ------------------ |
| Allemagne (Media Control Musikvideo) | 1                  |
| Australie (ARIA Music DVD)           | 4                  |
| Autriche (Ö3 Austria Top 40)         | 1                  |
| Belgique (Flandre Ultratop)          | 3                  |
| Belgique (Wallonie Ultratop)         | 1                  |
| Tchéquie (ČNS IFPI Video)            | 1                  |
| Danemark (Tracklisten)               | 5                  |
| Espagne (Promusicae DVD)             | 2                  |
| États-Unis (Music Video Sales)       | 1                  |
| Finlande (Suomen virallinen lista)   | 1                  |
| France (SNEP Vidéo)                  | 1                  |
| Hongrie (Mahasz)                     | 1                  |
| Irlande (IRMA)                       | 6                  |
| Italie (FIMI DVD)                    | 13                 |
| Pays-Bas (Mega Album Top 100)        | 2                  |
| Suisse (Schweizer Hitparade)         | 1                  |
| Royaume-Uni (UK Albums Chart)        | 3                  |

| Classement (2014)         | Meilleure position |
| ------------------------- | ------------------ |
| Suède (Sverigetopplistan) | 1                  |

| Classement (2012)            | Meilleure position |
| ---------------------------- | ------------------ |
| Allemagne (Media Control AG) | 15                 |
| Hongrie (Mahasz)             | 7                  |
| Italie (FIMI)                | 19                 |
| Japon (Oricon)               | 83                 |
| Mexique (Top 100 Mexico)     | 73                 |
| Pologne (ZPAV)               | 3                  |
| Portugal (AFP)               | 11                 |
| Tchéquie (IFPI)              | 12                 |
| Russie (2M)                  | 7                  |

| Classement (2012)                         | Position |
| ----------------------------------------- | -------- |
| Australie (ARIA Music DVD)                | 40       |
| Belgique (Flandre Ultratop Muziek-DVD)    | 13       |
| Belgique (Wallonie Ultratop DVD Musicaux) | 8        |
| États-Unis (Music Video Sales)            | 13       |
| France (SNEP Vidéo)                       | 21       |
| Pays-Bas (Dutch Charts DVD)               | 28       |
| Suède (Sverigetopplistan DVD Album)       | 28       |

| Classement (2012) | Position |
| ----------------- | -------- |
| Hongrie (Mahasz)  | 65       |

### Certifications
| Région                         | Certification | Ventes/Streams |
| ------------------------------ | ------------- | -------------- |
| France (SNEP)                  | Or            | 7 500*         |
| Pologne (ZPAV)                 | 2 × Platine   | 20 000*        |
| *Ventes selon la certification |               |                |

## Historique de sortie
| Pays        | Date         | Format                              | Label | Réf.   |
| ----------- | ------------ | ----------------------------------- | ----- | ------ |
| États-Unis  | 22 mai 2012  | - DVD+CD - Blu-ray - téléchargement | Epic  | [ 40 ] |
| Allemagne   | 8 juin 2012  | - DVD+CD - Blu-ray - téléchargement | Sony  |        |
| France      | 11 juin 2012 | - DVD+CD - Blu-ray - téléchargement | Sony  | [ 41 ] |
| Royaume-Uni | 11 juin 2012 | - DVD+CD - Blu-ray - téléchargement | RCA   |        |
| Italie      | 12 juin 2012 | - DVD+CD - Blu-ray - téléchargement | Sony  | [ 42 ] |
| Japon       | 13 juin 2012 | DVD+CD                              | Sony  | [ 43 ] |
| Australie   | 22 juin 2012 | - DVD+CD - Blu-ray - téléchargement | Sony  | ,      |